# Petunia × atkinsiana
Petunia × atkinsiana D.Don ex W.H.Baxter è una pianta della famiglia delle Solanacee.
È un ibrido artificiale ottenuto dall'incrocio di Petunia axillaris × Petunia inflata.